# ?Ejere K'elni Kue 196I
?Ejere K'elni Kue 196I, aussi connue sous les noms de Pejere K’elni Kue No 196I et Hay Camp, est une réserve indienne de la Première Nation de Smith's Landing dans le Nord de l'Alberta au Canada. Elle est située dans le parc national Wood Buffalo.

## Géographie
?Ejere K'elni Kue 196I est située sur la rive ouest de la rivière des Esclaves dans le parc national Wood Buffalo dans la région du Nord de l'Alberta à environ 113 km au nord de Fort Chipewyan et 62 km au sud de Fort Smith dans les Territoires du Nord-Ouest. La réserve couvre une superficie de 213 hectares.

### Source en ligne
- Détails de la réserve par Affaires autochtones et Développement du Nord Canada